# Samson (Doubs)
Samson település Franciaországban, Doubs megyében. Lakosainak száma 70 fő (2022. január 1.). Samson Brères, Paroy, Ronchaux és Le Val községekkel határos.

## Népesség
A település népessége az elmúlt években az alábbi módon változott:
| Lakosok száma | 47   | 48   | 70   | 61   | 87   | 91   | 86   | 74   | 72   | 70   |
|               | 1968 | 1982 | 1990 | 2006 | 2013 | 2015 | 2017 | 2019 | 2020 | 2022 |